# Médaille des services militaires volontaires
La médaille des services militaires volontaires est une ancienne décoration militaire française créée le 13 mars 1975 et destinée à récompenser les services rendus dans la réserve opérationnelle militaire. Elle est remplacée, le 4 juillet 2019 par la médaille des réservistes volontaires de défense et de sécurité intérieure.

## Historique
La médaille des services militaires volontaires, créée le 13 mars 1975 a eu deux versions antérieures :
- la croix des services militaires volontaires ;
- l'ordre du Mérite militaire.

## Description
C'est par le décret du 13 mars 1975 modifié par le décret 2004-3 du 2 janvier 2004 qu'a été créée la médaille des services militaires volontaires, destinée à récompenser les services accomplis dans les « réserves ». La structure est à trois degrés : bronze, argent, or.
Ruban :
- Pour le bronze : bleu marine, traversé d'une raie rouge.
- Pour l'argent : ruban identique mais liseré blanc de chaque côté.
- Pour l'or : identique à l'argent mais avec une rosette en plus.

Médaille : Ronde de 32 mm avec d'un côté l'effigie de la République coiffée d'un bonnet phrygien avec l'inscription « République française », et de l'autre côté, l'insigne des forces armées entouré des mots « Services Militaires Volontaires ».
| Bronze | Bronze | Argent | Or    | Or     |
| Avers  | Revers | Argent | Avers | Revers |
| ------ | ------ | ------ | ----- | ------ |
|        |        |        |       |        |
|        |        |        |       |        |

### Modalités d'attribution

#### À titre normal
- Pour le bronze : 3 années sous ESR (engagement à servir dans la réserve) ou d'agrément en réserve citoyenne ;
- Pour l'argent :  10 années sous ESR ou agrément ;
- Pour l'or : 15 années sous ESR ou agrément.

#### À titre exceptionnel
Selon l'article 4 du décret, elle peut être décernée à titre exceptionnel une seule fois, à quelconque de l'un des trois échelons, aux personnels qui se sont distingués par la qualité particulière des services rendus.